# NGC 3720
NGC 3720 est une galaxie spirale située dans la constellation du Lion. NGC 3720 a été découverte par l'astronome prussien Heinrich Louis d'Arrest en 1866.

## Caractéristiques
La classe de luminosité de NGC 3720 est II et elle présente une large raie HI.

### Distance
Sa vitesse par rapport au fond diffus cosmologique est de 6 313 ± 26 km/s, ce qui correspond à une distance de Hubble de 93,1 ± 6,5 Mpc (∼304 millions d'al).
À ce jour, trois mesures non basées sur le décalage vers le rouge (redshift) donnent une distance de 128,000 ± 13,748 Mpc (∼417 millions d'al), ce qui est l'extérieur mais compatible avec les valeurs de la distance de Hubble. Notons que c'est avec la valeur moyenne des mesures indépendantes, lorsqu'elles existent, que la base de données NASA/IPAC calcule le diamètre d'une galaxie et qu'en conséquence le diamètre de NGC 3720 pourrait être d'environ 30,3 kpc (∼98 800 al) si on utilisait la distance de Hubble pour le calculer.

## Supernova
La supernova 2002at a été découverte dans cette galaxie par B. Swift et W.D. Li de l'université de Californie à Berkeley sur une image captée le 5 février 2002. Cette supernova était de type II.

## Groupe de NGC 3719
NGC 3720 fait partie d'un trio de galaxies, le groupe de NGC 3719. L'autre galaxie du groupe est UGC 6568, noté 1133+0025 dans l'article de Mahtessian une abréviation de CGCG 1133.1+0025.

### Galaxie isolée?
La base de données NASA/IPAC mentionne sur la base d'un article paru en 1973 que UGC 6568 est une galaxie isolée, ce qui semble définitivement ne pas être le cas.

## Paire de galaxies
Les galaxies NGC 3719 et NGC 3720 forment une paire de galaxies spirales (S+S),.